# Большевик (Азовский район)
Большевик — хутор в Азовском районе Ростовской области.
Входит в состав Калиновского сельского поселения.

## География
Расположен в 45 км (по дорогам) южнее районного центра — города Азова.

### Улицы
- ул. Садовая.

## Население
| 1989 | 2002 | 2010 |
| ---- | ---- | ---- |
| 59   | ↘38  | ↘27  |

Национальный состав
Согласно результатам переписи 2002 года, в национальной структуре населения русские составляли 92 %.